# Polycarpaea divaricata
Genre
Polycarpaea divaricata est une espèce de plantes de la famille des Caryophyllacées, endémique aux îles Canaries. 

## Synonymes
- Polycarpaea tenerifae var. crassifolia Pit. (1909)
- Polycarpaea tenerifae var. intermedia Kuntze ex Pit. (1909)
- Polycarpaea tenerifae var. laxiflora Pit.
- Polycarpaea tenerifae var. multiflora Pit. (1909)

## Description
Plante herbacée aux feuilles spatulées et aux inflorescences très ramifiées.

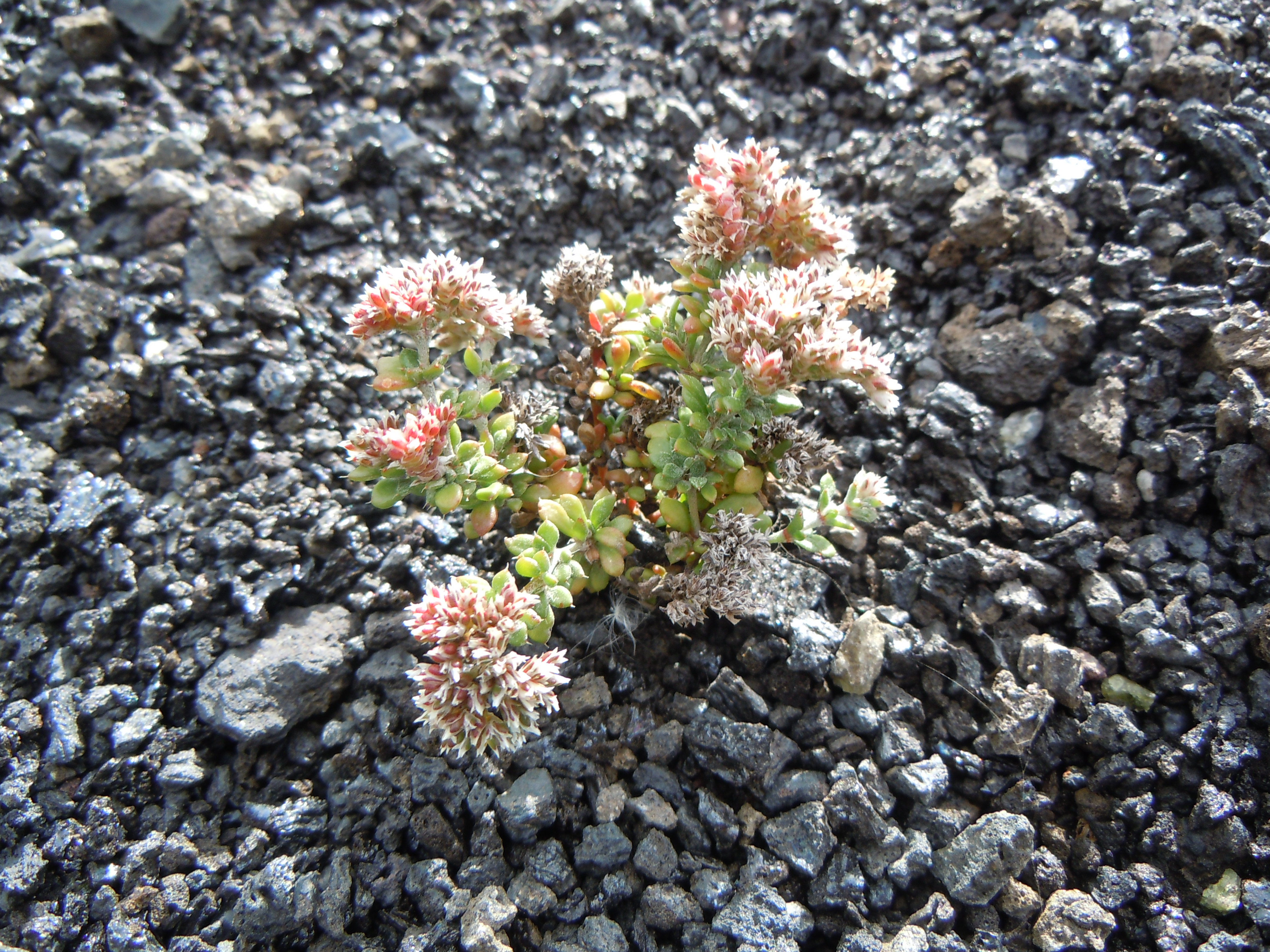
Variété avec des feuilles presque succulentes à Lanzarote.

## Répartition
Endémique aux îles Canaries, dans les zones volcaniques